# Megapolis.DocNet
Megapolis.DocNet — система внутрішнього електронного документообігу, розроблена консорціумом Intecracy Group, до якого зокрема входили компанії InBase та Softline, для організацій будь-якого розміру та галузей діяльності, включаючи державні підприємства, органи державної влади та місцевого самоврядування.

## Опис
Megapolis.DocNet призначена для автоматизації документо-орієнтованих ділових процесів, пов'язаних із загальною та операційною діяльністю. Основною метою впровадження Megapolis.DocNet є підвищення прозорості, керованості та ефективності роботи. Система охоплює всі етапи життєвого циклу документів: від підготовки проектів документів до організації архівного зберігання (із забезпеченням функцій електронного архіву та електронного підпису (електронного цифрового підпису та кваліфікованого електронного підпису).
Система побудована на платформі UnityBase.

### Основні можливості
- Підготовка, узгодження та реєстрація документів;
- Моніторинг і контроль виконання завдань;
- Повідомлення та нагадування;
- Робота з документами в офлайн-менеджері;
- Мобільний додаток;
- Автоматизація бізнес-процесів;
- Управління договорами і довіреностями;
- Автоматизація процесів обробки звернень громадян;
- Конструктор звітів та аналітика;
- Гнучкий пошук;
- Електронний архів;
- Експедиція документів;
- Ведення організаційної структури та штатного розкладу.

#### Додаткові можливості
- Повнофункціональний web-клієнт;
- Сканування і розпізнавання документів;
- QR-код та штрих-кодування документів;
- Підтримка OnlyOffice, LibreOffice, MS Office, вбудований генератор шаблонів;
- Підтримка СУБД: MSSQL, Oracle, PostgreSQL, MySQL;
- Підтримка ОС Linux / Unix; Microsoft;
- Підтримка використання українського підпису АЦСК та RSA;
- Автоматизація роботи територіально-розподіленої структури;
- Забезпечення високого ступеня безпеки і захисту інформації;
- Власний центр обміну документами (інтеграція з СЕВ ОВВ);
- Вбудоване сховище документів;
- Візуальний конструктор бізнес-процесів на базі Camunda BPM.

## Визнання
2011 року за підсумками II Всеукраїнського конкурсу визнана найкращою системою електронного документообігу в галузі банківських технологій..

## Впровадження
Система Megapolis.DocNet є однією з найбільш розповсюджених систем електронного документообороту в державному секторі України. У квітні 2018 року українська аудиторська компанія Baker Tilly з'ясувала, що за період 2010—2018 років було продано 1514 ліцензій на використання та 53182 ліцензій на робочі місця.
Зокрема, систему впроваджено у таких організаціях:
- Впровадження електронного документообігу в Запорізькій міській раді[6];
- Впровадження системи електронного документообігу в Державній службі статистики України[7];
- Впровадження системи Megapolis.DocNet в Public Defenders of Georgia[8];
- Впровадження і технічна підтримка системи електронного документообігу Міністерства юстиції України та його підрозділах[9];
- Впровадження системи електронного документообігу в Генеральній прокуратурі України[10];
- Впровадження електронного документообігу на Чорнобильській АЕС[11][12];
- Впровадження в Київській обласній державній адміністрації системи електронного документообігу та автоматизації бізнес-процесів Megapolis.DocNet[13];
- Впровадження у Бориславській міській раді системи Megapolis.DocNet[14];
- Впровадження системи електронного документообігу Megapolis.DocNet в територіальних органах Держпродспоживслужби та регіональних службах державного ветеринарного контролю та нагляду на державному кордоні та транспорті[15];
- Впровадження системи документообігу Megapolis.DocNet в Сколівській районній державній адміністрації[16];
- Графік впровадження системи документообігу Megapolis.DocNet в КПІ ім. Ігоря Сікорського[17].